# Padre Pio
Padre Pio de Pietrelcina, nascido Francesco Forgione, O.F.M. Cap. (Pietrelcina, 25 de maio de 1887 – San Giovanni Rotondo, 23 de setembro de 1968) foi um frade e sacerdote católico italiano, da Ordem dos Frades Menores Capuchinhos, elevado a santo pela Igreja Católica como São Pio de Pietrelcina.
Foi, ainda em vida, alvo de uma veneração popular de grandes proporções, principalmente em razão de muitos carismas e dons espirituais que lhe são atribuídos: o dom da bilocação, o dom da levitação, das curas milagrosas, dos perfumes que exalava, entre outros.

## Biografia

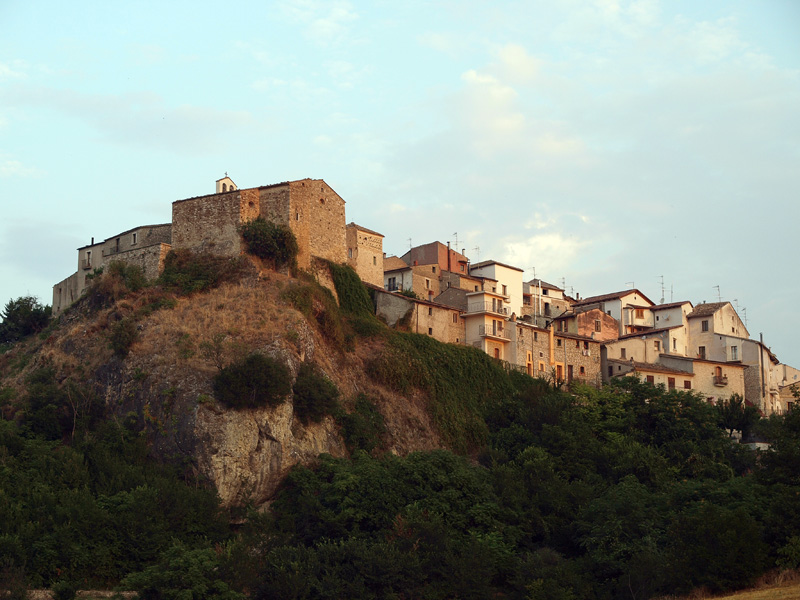
Vista geral de Pietrelcina, na Itália, a terra natal do Padre Pio.

Padre Pio nasceu em 25 de maio de 1887 na localidade de Pietrelcina, muito próxima à cidade de Benevento, na Itália. Foi um dos sete filhos de Grazio Forgione e Maria Giuseppa De Nunzio. No dia seguinte ao seu nascimento foi batizado com o nome de Francisco e, mais tarde, seria, de fato, um grande seguidor de São Francisco de Assis.
Quando criança, era muito assíduo com as coisas de Deus, tendo uma inigualável admiração por Nossa Senhora e o seu Filho Jesus, que os via constantemente devido a tanta familiaridade. Foram Jesus e Maria que apareceram a ele quando ele recebeu pela primeira vez as dolorosas chagas de Cristo em 1910.
Ainda pequeno havia se tornado amigo do seu anjo da Guarda, a quem recorria muitas vezes para auxiliá-lo no seu trajeto nos caminhos do Evangelho. Conta a história que ele recomendava muitas vezes as pessoas a recorrerem ao seu anjo da guarda, estreitando assim a intimidade dos fiéis para com aquele que viria a ser o primeiro sacerdote da história da igreja a receber os estigmas do Cristo do Calvário.
Aos doze anos, recebeu os sacramentos da primeira comunhão e do crisma.
Com quinze anos de idade entrou no noviciado em Morcone adotando o nome de "frei Pio"; concluído o ano de noviciado, formulou os votos simples em 1904; em 1907 formulou a profissão dos votos solenes. Frequentou estudos clássicos e filosofia. Foi ordenado padre em 10 de agosto de 1910 no Duomo de Benevento.
Durante os primeiros anos como frade capuchinho, frequentes problemas de saúde obrigavam Padre Pio a fazer visitas regulares à sua casa para receber cuidados de sua mãe, a quem chamava carinhosamente "Mama Peppa". Ele sofria de intensas dores no peito e nas costas, frequentes dores de cabeça, febres altas, problemas pulmonares e estomacais. Estes sintomas desapareciam inexplicavelmente quando ele voltava. Depois de sua ordenação, seus problemas de saúde o obrigaram a permanecer em casa até 1916. Quando voltou, nesse ano, foi mandado para o Convento de São João Rotondo, lugar onde viveu até a morte.

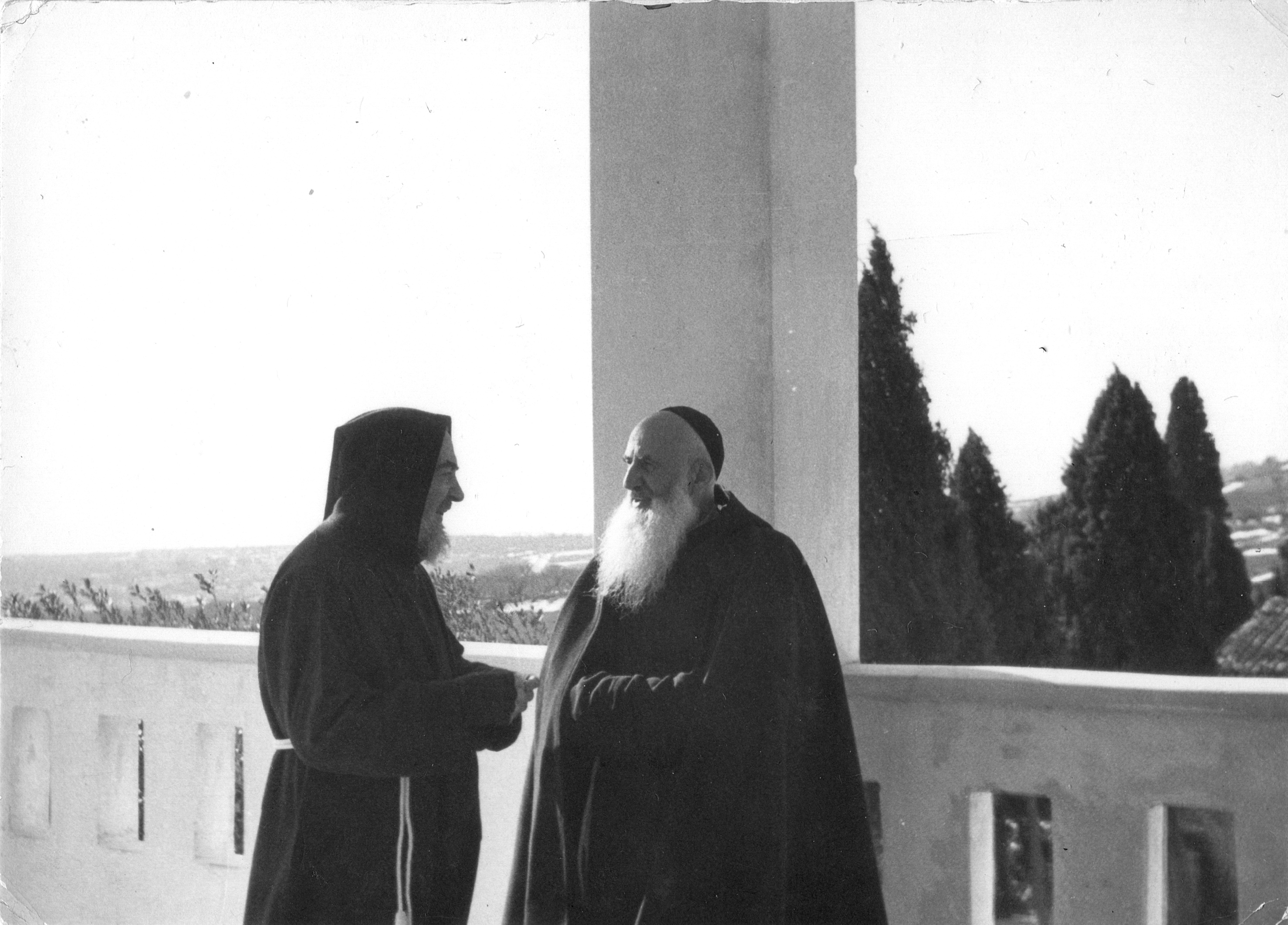
Padre Pio na companhia do Padre Clemente Tomay, seu confessor

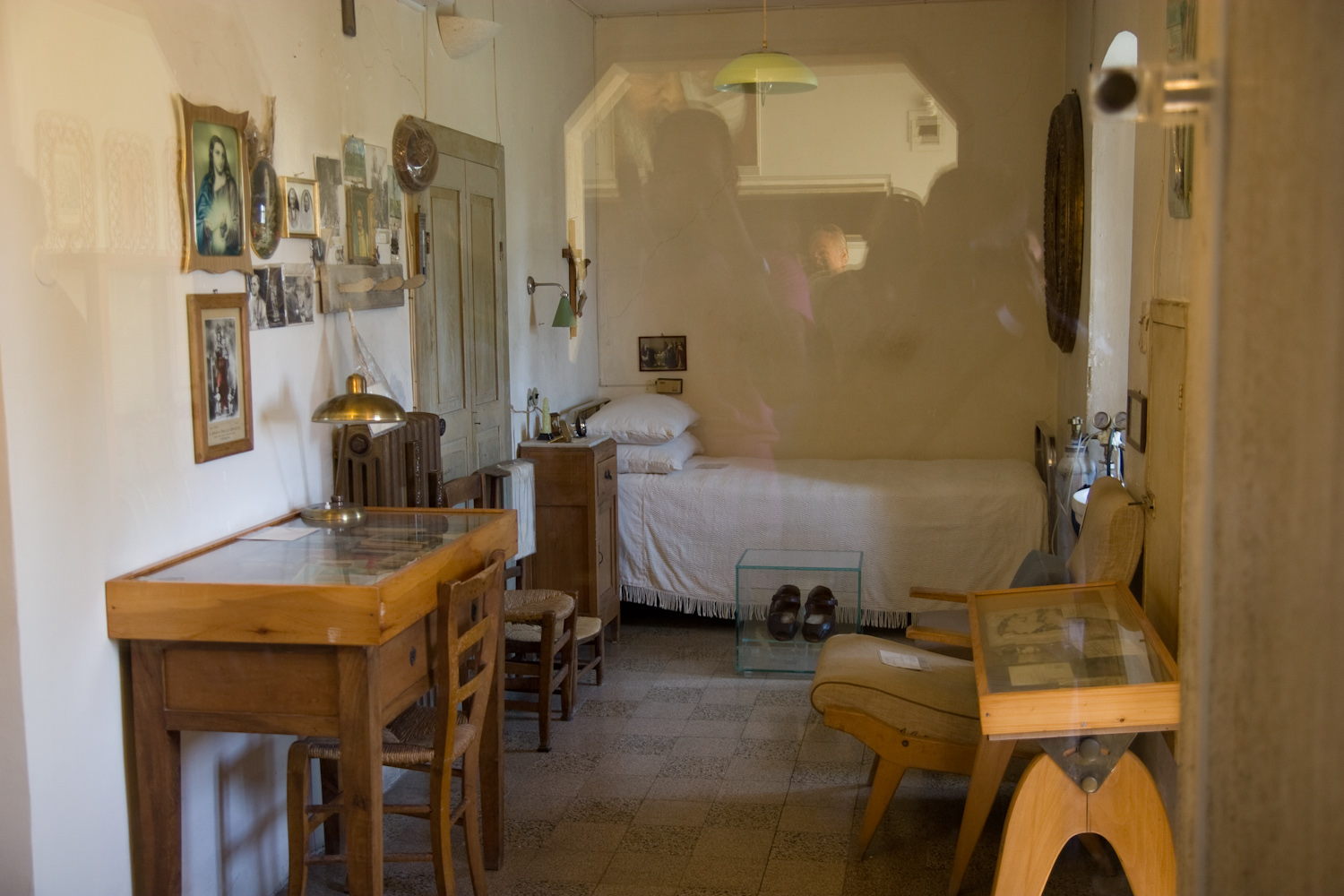
A cela conventual do Padre Pio em San Giovanni Rotondo (Foggia, Itália).

Aos casos mais urgentes e complicados o santo de Pietrelcina dizia: "Estes só Nossa Senhora", tamanha era a sua confiança na sua Mãezinha do céu a quem ele tanto amava e queria obter suas virtudes.
Percebendo que a sua missão era de acolher em si o sofrimento do povo, recebe como confirmação do Cristo os sinais da Paixão em seu próprio corpo. Estava aí marcado em si mesmo a sua missão. Deus o queria para aliviar o sofrimento do seu povo. Entregando-se inteiramente ao Ministério da Confissão, buscava por este sacramento aliviar os sofrimentos atrozes do coração de seus fiéis e libertá-los das garras do Demônio que era conhecido por ele como "barba azul". Torturado, tentado e testado muitas vezes por este, sabia muito da sua astúcia no seu afã em desviar os filhos de Deus do caminho da fé.
Percebendo que não somente deveria aliviar o sofrimento espiritual, recebeu de Deus a inspiração de construir um grande hospital, o tão conhecido "Casa Alívio do Sofrimento", que viria a ser o referência em toda a Europa. Mesmo com o seu ministério sacerdotal vitimado por calúnias injustificáveis, não se arrefeceu o coração para com a Igreja por quem tinha grande apreço e admiração. Sabia muito bem distinguir de onde provinham as calúnias, sendo estas vindas por parte de alguns da Igreja, e não da Igreja mãe e mestra a quem ele tanto amava.
A pedido do Santo Padre, devido aos horrores provocados pela Segunda Guerra Mundial, cria os grupos de Oração, verdadeiras células catalisadoras do amor e da paz de Deus para serem dispenseiros de tais virtudes no mundo que sofria e angustiava-se no vale tenebroso de lágrimas e sofrimentos.
Na ocasião do aniversário de 50 anos dos grupos de oração celebra-se uma Missa nesta intenção. Seria esta Missa o caminho do seu Calvário definitivo, onde entregaria a alma e o corpo ao seu grande apaixonado; a última vez que os seus filhos espirituais veriam o padre a quem tanto amavam. Era madrugada do dia 23 de setembro de 1968, no seu quarto conventual com o terço entre os dedos repetindo o nome de Jesus e Maria, descansa em paz aquele que tinha abraçado a cruz do Cristo, fazendo desta a ponte de ligação entre a terra e o céu. Morte suave de quem havia completado a missão, de quem agora retornaria ao seio do Pai em quem tanto confiou.
Hoje são muitas as pessoas que se juntaram a fileira dos seus devotos e filhos espirituais em vários grupos de oração que se espalharam pelo mundo. É o próprio padre Pio que diz: "Ficarei na porta do Paraíso até o último dos meus filhos entrar".
Padre Pio foi muito enérgico na confissão, a ponto de negar a absolvição para muitos. Ele via nos olhos que a pessoa não estava arrependida. Um dia, um jovem disse que estava chorando porque não havia recebido a absolvição. Padre Pio disse-lhe que estava fazendo aquilo para ele ir para o céu, porque ele não tinha se arrependido. As pessoas que eram repreendidas por Padre Pio sentiam compulsão no coração. Elas voltavam e eram profundamente tocadas no coração. A não-absolvição trazia ao coração delas o desejo de mudança de vida e autenticidade.

## Casa do Alívio do Sofrimento

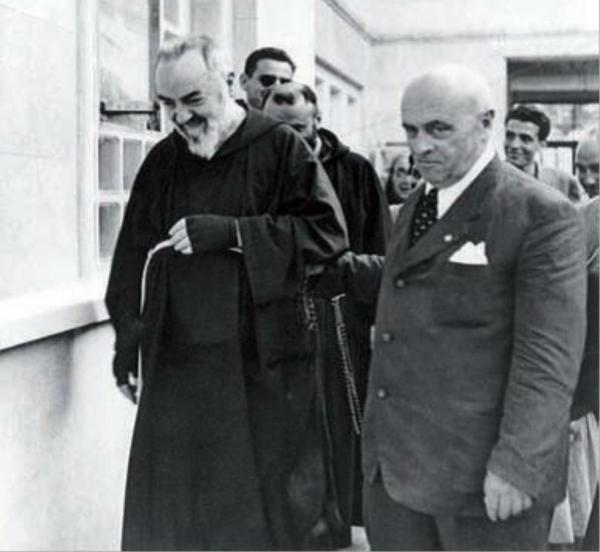
Padre Pio em visita ao Hospital-Casa do Alívio do Sofrimento

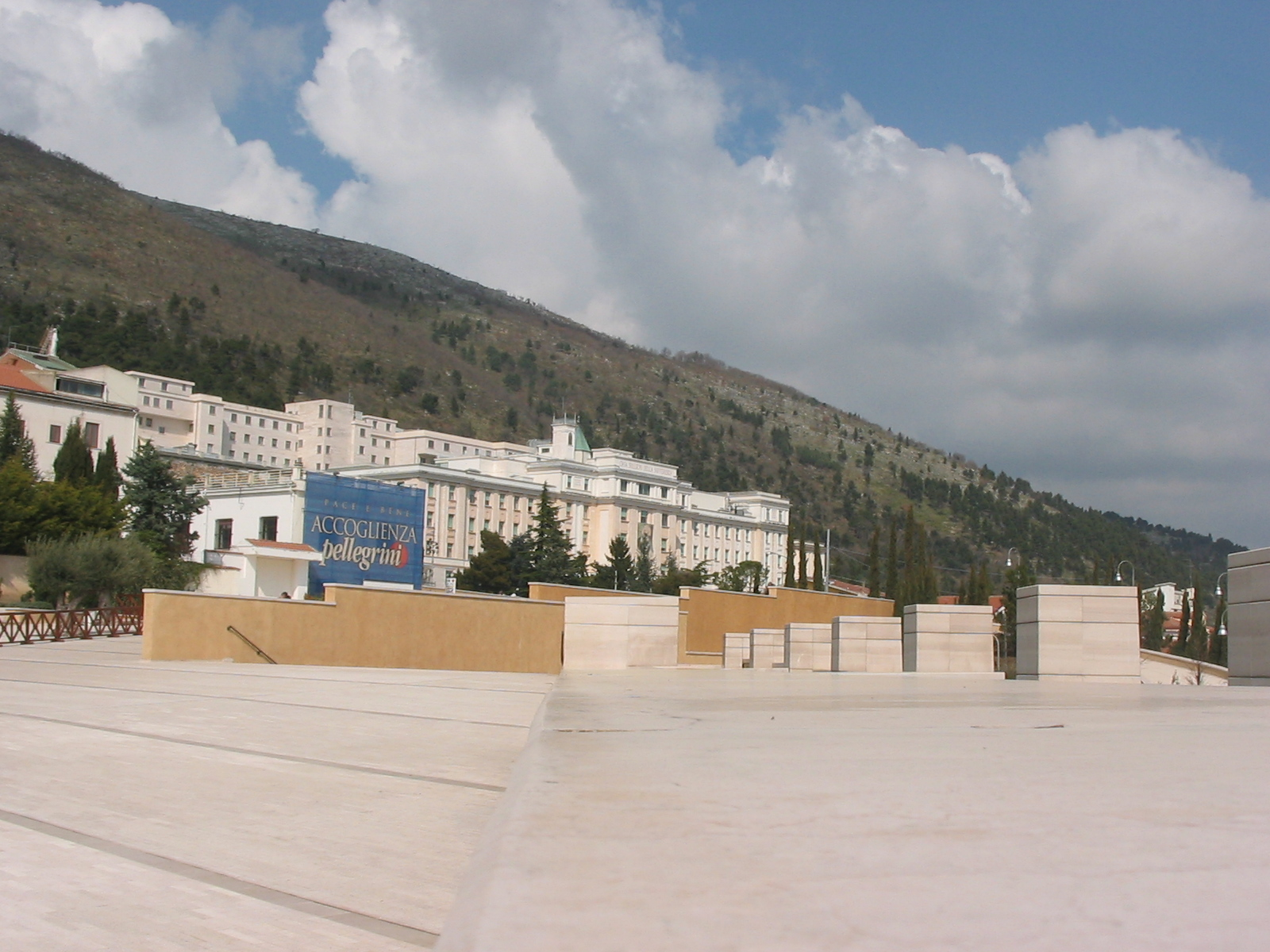
Panorâmica da Casa do Alívio do Sofrimento (San Giovanni Rotondo).

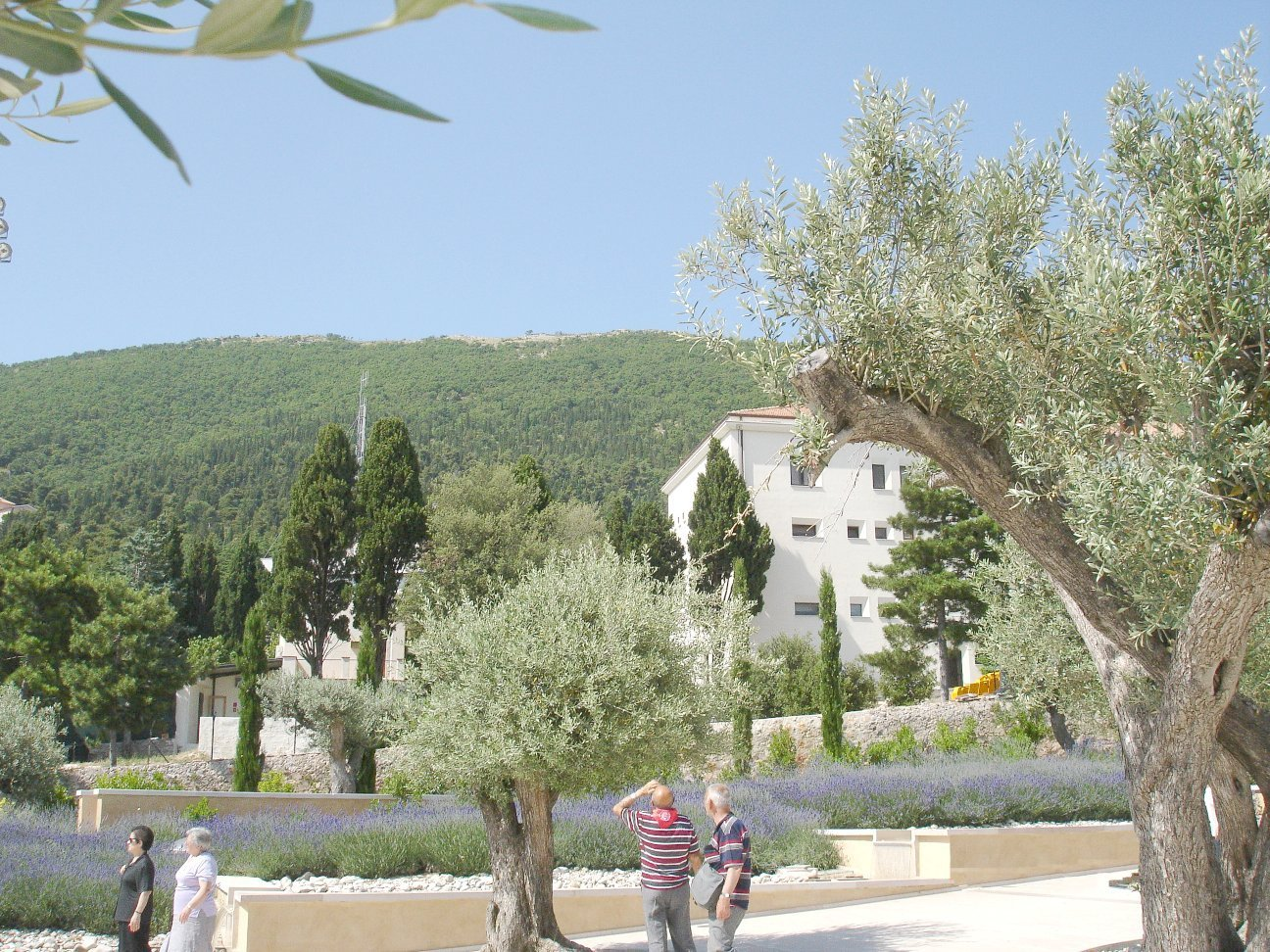
Descida do Hospital-Casa do Alívio do Sofrimento para o Santuário do Padre Pio (San Giovanni Rotondo).

No campo da caridade social, esforçou-se por aliviar os sofrimentos e misérias de tantas famílias, principalmente com a fundação da Casa Sollievo della Sofferenza, que foi inaugurada no dia 5 de maio de 1956, em San Giovanni Rotondo.
Era a realização de um sonho por ele cultivado, desde há muito tempo, depois de ter visto a triste situação de tantos doentes que, naqueles anos dolorosos da guerra e de pós-guerra, não tinham assistência adequada. No dia da inauguração, ao fim de um longo caminho de obstáculos de diversos gêneros, o Santo de Pietrelcina, visivelmente comovido e feliz, dizia ao grande número de pessoas que estavam presentes:
Senhores e irmãos em Cristo, a Casa Alívio do Sofrimento está pronta. Agradeço aos benfeitores que, de diversas parte do mundo, colaboraram. Esta é uma criatura que a Divina Providência, com a ajuda de vocês, criou.
As crônicas nos dizem que padre Pio já tinha pensado em criar um hospital em 1940, chamando-o, na época de seu projeto, de “Casa Alívio do Sofrimento”, mas a declaração de guerra de 10 de junho de 1940 impediu tudo. A construção começou imediatamente após o fim da suspensão forçada causada pela guerra, tendo os trabalhos sido iniciados em 1947. A princípio, foi inaugurada com 250 leitos.
Hoje o hospital administra 900 leitos, 206 leitos para idosos, 2 900 funcionários, 60 000 internações anuais, 9 500 cirurgias por ano e mais de 1,3 milhão de atendimentos ambulatoriais anuais, tornando-o um dos mais conceituados da Europa.

## Os sinais milagrosos
Entre os sinais milagrosos que lhe são atribuídos encontram-se as estigmas, que duraram cinquenta anos (20 de setembro de 1918 a 23 de setembro de 1968), e o dom da bilocação. Entre os muitos milagres, está a cura do pequeno Matteo Pio Colella de San Giovanni Rotondo sobre o qual se assentou todo processo canônico que fizeram do frade São Pio.
Entre os tantos relatos de bilocação, há o contado por Dom Luigi Orione também proclamado recentemente santo. Santo Orione contou que em 1925, sendo um dos tantos devotos de Santa Teresa de Lisieux, encontrava-se na praça de São Pedro para as celebrações em honra da mística francesa quando apareceu inesperadamente em sua frente Padre Pio. Todavia, segundo o relato de muitas pessoas, Pio nunca saiu do convento onde viveu de 1918 até sua morte.

### Estigmas

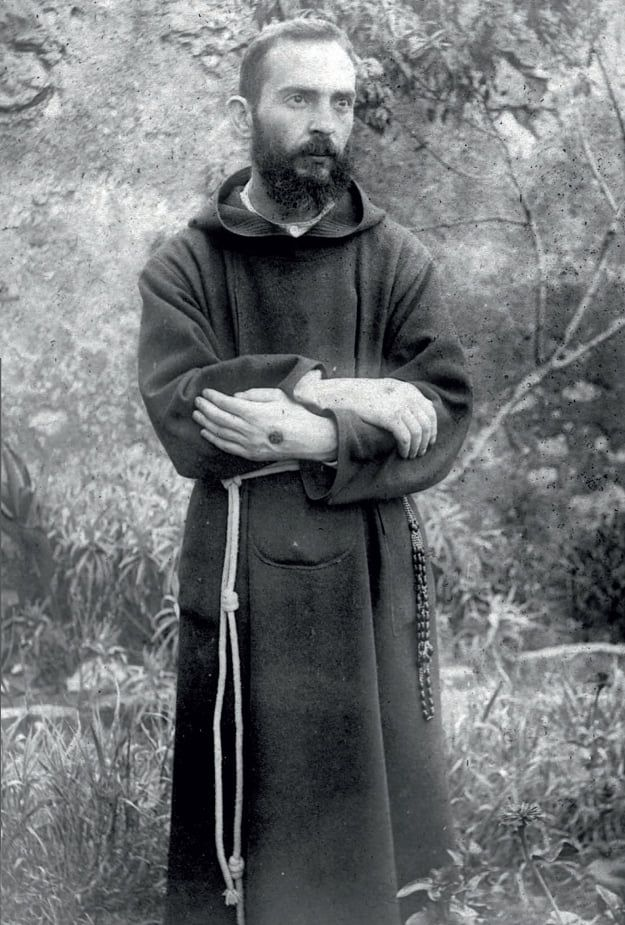
O jovem Padre Pio de Pietrelcina com os estigmas.

Padre Pio recebeu seu primeiro estigma aos 23 anos durante um período de convalescença em casa. Desejando não chamar atenção para si próprio, ele suplicou a Deus para lhe tirar os sinais das chagas de Cristo. Deus respondeu à sua oração. Os sinais externos do estigma sumiram.
Em setembro de 1918, contudo, depois de ser transferido para um convento de frades capuchinhos muito pobre e distante, o Convento de Santa Maria das Graças em San Giovanni Rotondo, o Padre Pio recebeu os sinais físicos dos estigmas novamente.

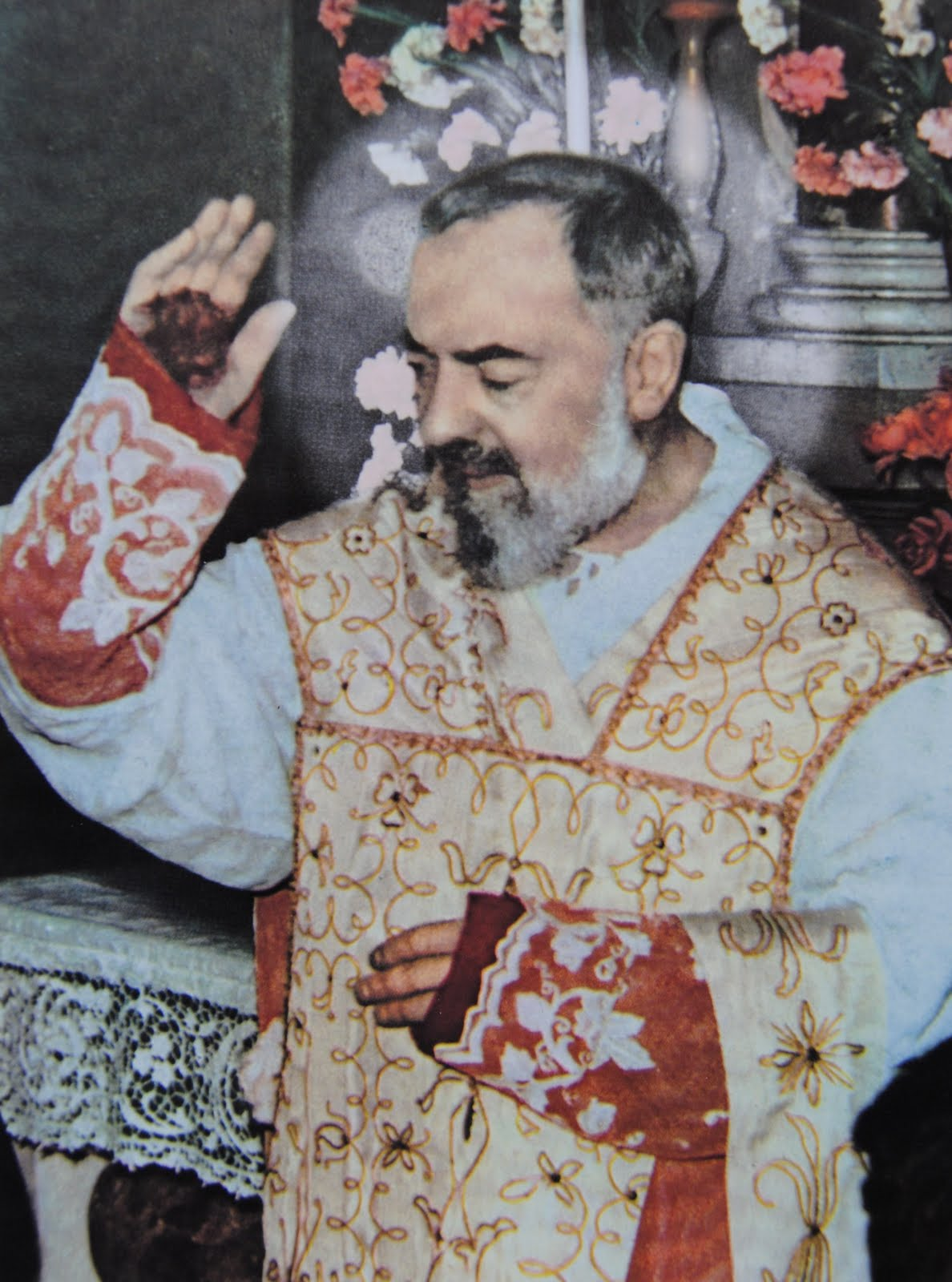
O Padre Pio, já com idade avançada, com os estigmas muito visíveis.

Por 50 anos, ele carregou aquelas dolorosas chagas que causavam não somente agonia física, mas também sofrimento psicológico e espiritual. Padre Pio, um humilde frei que desejava permanecer oculto e que uma vez referiu-se a si próprio como insosso "macarrão sem sal", de repente tornou-se o centro das atenções.

### Bilocação
Maria era uma das filhas espirituais de Padre Pio e certa vez contou: "Uma vez, durante a noite, eu estava rezando com meu irmão quando de repente ele se sentiu adormecido. Ele se levantou imediatamente por ter recebido um tapa. Percebeu que a mão que o bateu estava coberta com uma luva. Ele pensou que era a mão de Padre Pio e no dia seguinte perguntou a ele se havia dado-lhe um tapa. Padre Pio respondeu: "Este é o jeito certo de se rezar?" Com um tapa, Padre Pio o levantou chamando sua atenção para a oração."
Um oficial do Exército italiano foi para a sacristia e assistindo Padre Pio disse: "Sim, aqui está ele! Eu não estou errado!" Ele se aproximou de Padre Pio e se ajoelhou em frente a ele e chorando disse: "Padre, obrigado por me salvar de morte". Aquele homem contou para aquelas pessoas que estavam lá: "Eu era Capitão da Infantaria e um dia, no campo de batalha, em uma hora terrível não longe de mim, eu vi um frade que disse: "Senhor, fique longe desse lugar!" Eu fui para ele e assim que eu me movi um estouro de granada no mesmo lugar onde eu estava poucos segundos antes. Aquela granada abriu uma cratera. Eu me virei para achar o frade, mas ele não estava mais lá".

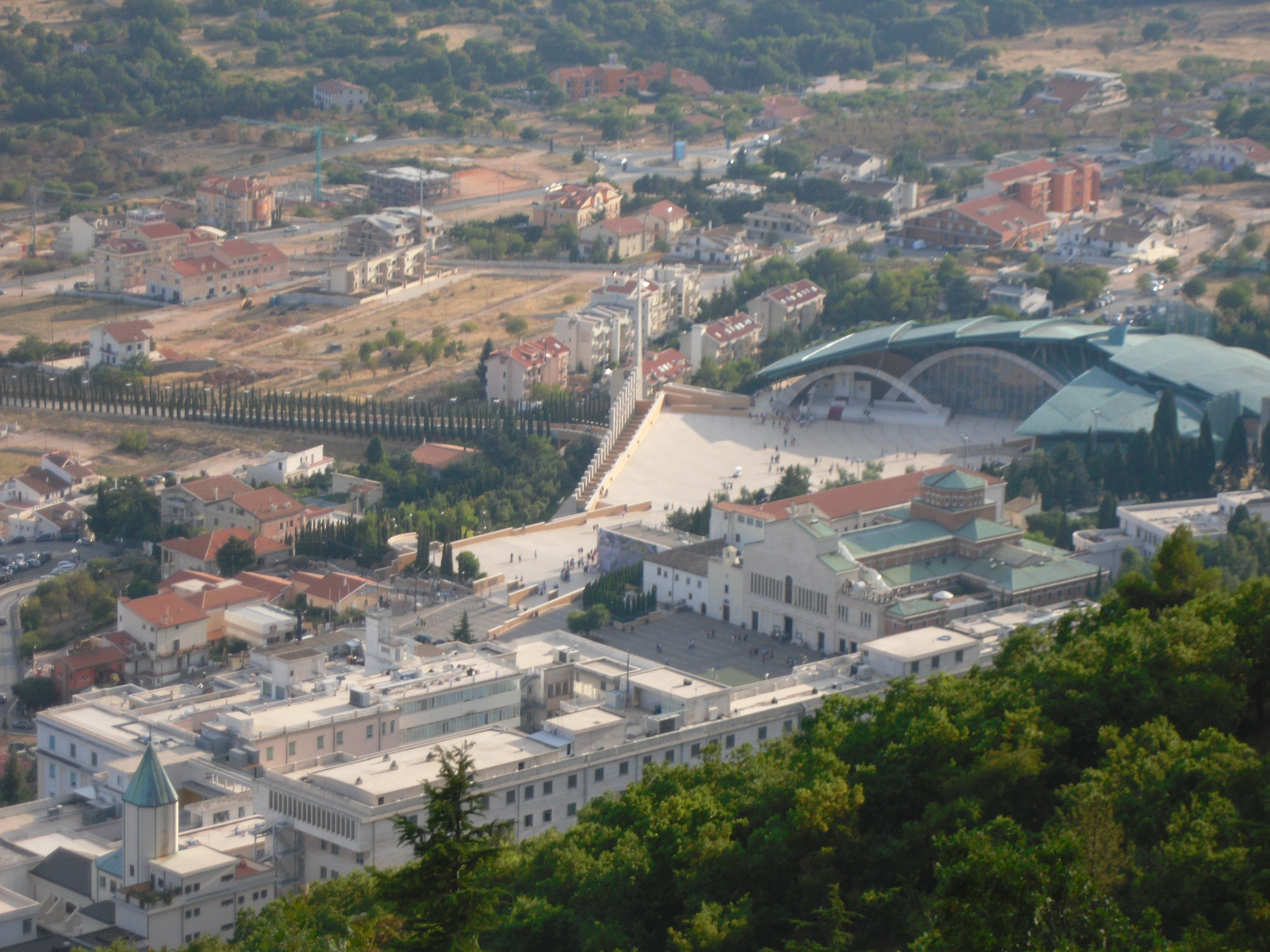
Vista panorâmica do Santuário do Padre Pio de Pietrelcina (San Giovanni Rotondo).

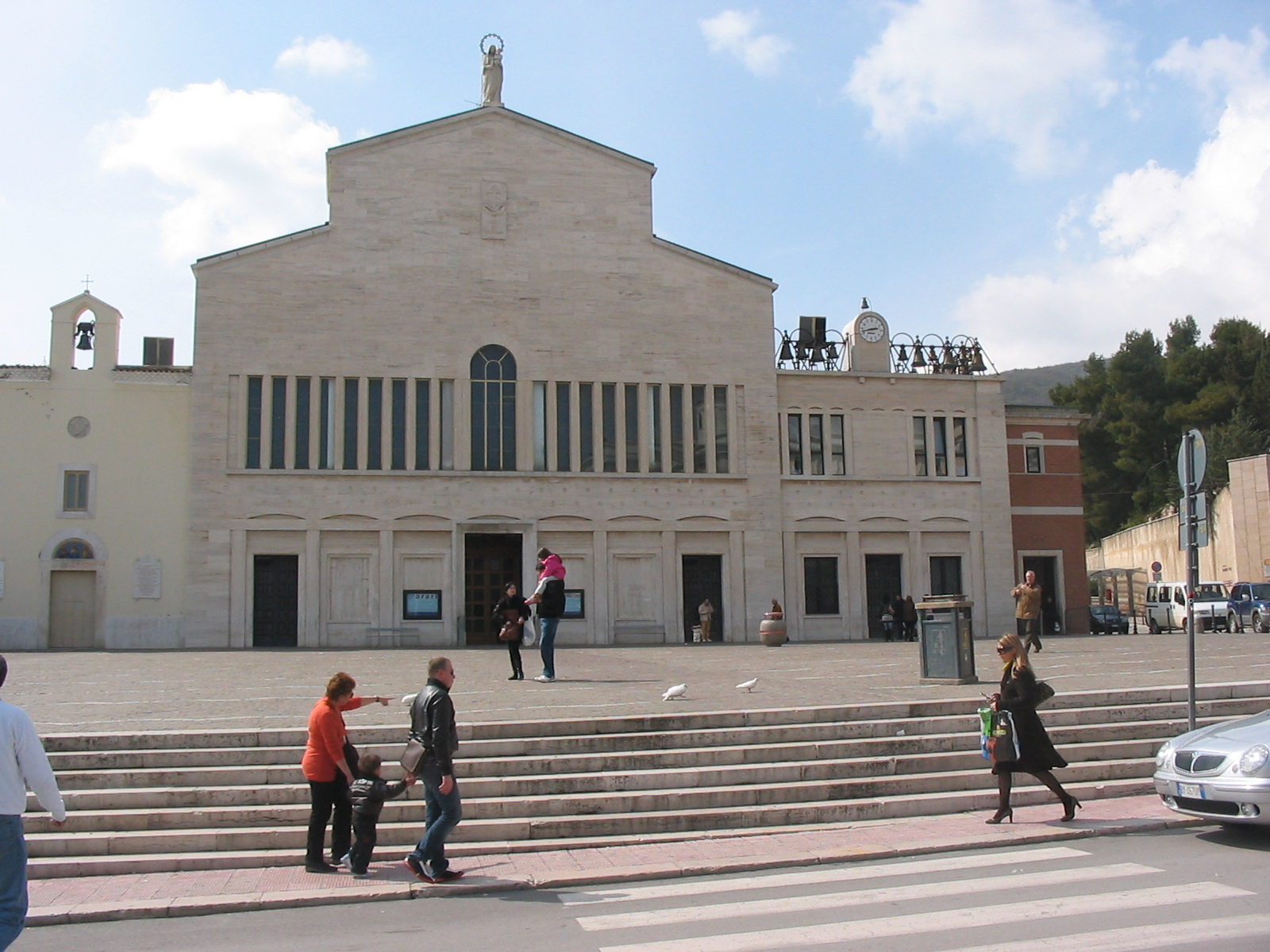
A fachada da Igreja de Santa Maria das Graças (Santa Maria delle Grazie) e da capela onde o Padre Pio celebrava a missa em San Giovanni Rotondo (Foggia, Itália).

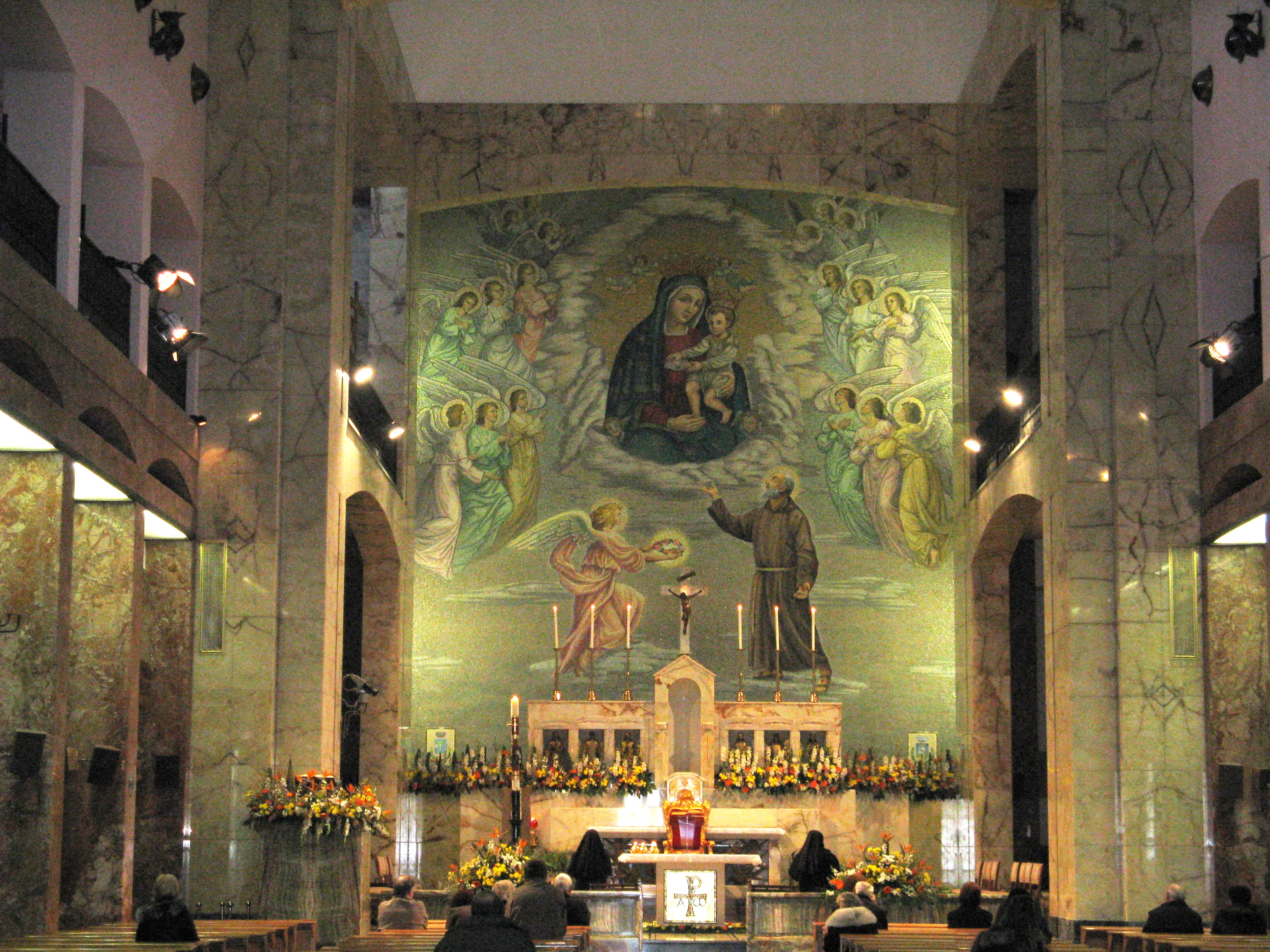
O altar-mor da Igreja de Santa Maria das Graças (Santa Maria delle Grazie) em San Giovanni Rotondo (Foggia, Itália).

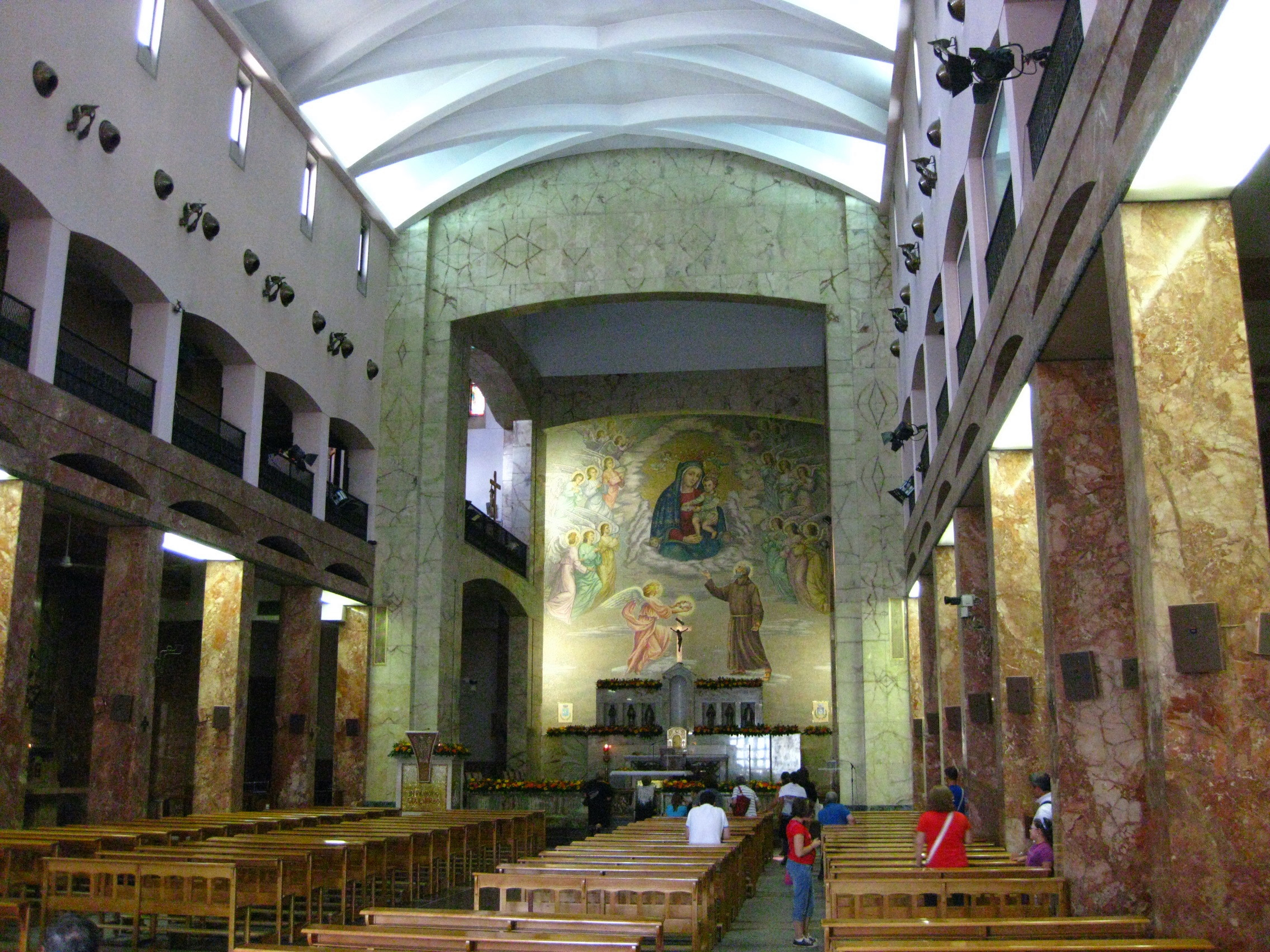
Interior da Igreja de Santa Maria das Graças (Santa Maria delle Grazie) em San Giovanni Rotondo (Foggia, Itália).

Padre Alberto que conheceu Padre Pio em 1917 contou: "Eu vi Padre Pio que se levantou em frente a uma janela enquanto eu estava olhando para a montanha. Eu cheguei para beijar a mão dele, mas ele notou minha presença. Eu notei que o braço dele estava rígido. Naquele momento eu ouvi que ele estava concedendo a absolvição a alguém. Depois de um tempo ele se sacudiu como se ele estivesse saindo de um sono. Ele me viu e me falou: "Você estava aqui, e eu não o notei!" Alguns dias depois um telegrama foi recebido de Torino (Itália). Naquele telegrama alguém agradeceu o superior do convento porque ele tinha enviado Padre Pio a Torino para ajudar uma pessoa que estava morrendo. Eu percebi que o homem estava morrendo no mesmo momento no qual Padre Pio estava o abençoando em San Giovanni Rotondo". Obviamente o superior do convento não tinha enviado Padre Pio a Torino.
Em 1946 uma família americana foi da Filadélfia para São Giovanni Rotondo para agradecer Padre Pio. Na realidade o filho deles era piloto de um avião bombardeiro (durante a Segunda Guerra Mundial) e Padre Pio no céu do Oceano Pacífico o tinha salvado. "O avião estava voando para o aeroporto onde ia pousar depois de descarregar suas bombas. Mas o avião foi danificado por um avião de caça japonês. "O avião" — disse o filho — explodiu antes que a tripulação tivesse a chance de saltar com o para-quedas. Eu só tive sucesso saindo do avião; Eu não sei como eu fiz. Eu tentei abrir o para-quedas, mas eu não tive sucesso fazendo isto. Então eu teria me esmagado no chão se eu não tivesse recebido a ajuda de um frade que me apareceu no ar. Ele tinha uma barba branca, ele me levou em seus braços e me colocou suavemente no aeroporto. Você imagina, que tipo de surpresa eu tive, isto retirou minha fala. Ninguém acreditava em mim, mas por causa de minha presença todo mundo teve que acreditar. Eu reconheci o frade que salvou minha vida quando, depois de alguns dias, me deram licença e eu fui para casa. Eu vi o monge nas fotografias de minha mãe. Ela me falou que tinha pedido para Padre Pio que cuidasse de mim".
Uma mulher tinha ido para a casa de sua filha. Ela teve câncer em um dos braços e concordou com sua filha em enfrentar uma cirurgia. O médico tinha lhe pedido para ser paciente e esperar alguns dias antes de estabelecer a data para a cirurgia. O genro enviou um telegrama para Padre Pio onde lhe pedia que rezasse para a sogra dele. Em pouco tempo o telegrama chegou a Padre Pio. A mulher que estava no quarto só viu um monge entrar pela porta. Ele disse: "Eu sou Padre Pio de Pietrelcina". Ele lhe perguntou o que o médico tinha lhe contado e a encorajou que confiasse em Nossa Senhora. Então ele fez o Sinal da Cruz no braço dela e despediu-se saindo do quarto. Naquele ponto a mulher chamou o mordomo, a filha e o genro. Ela perguntou: "Por que você disse para Padre Pio entrar no quarto sem me informar?". Mas eles responderam que não tinham visto Padre Pio, além disso, eles não tinham aberto a porta a qualquer pessoa. No dia seguinte, quando o médico fez sua análise médica para a preparação da cirurgia, ele não achou nenhum câncer.
O bispo que ordenou Padre Pio em 10 de agosto de 1910 na catedral de Benevento (Itália) teve a visita de Padre Pio antes de sua morte para receber o apoio espiritual dele.
Até mesmo o abençoado Dom Orione falou sobre a bilocação de Padre Pio. Ele disse: "Eu estava na Igreja de São Pedro em Roma, para assistir à celebração da beatificação de Santa Teresa. Também estava Padre Pio (apesar dele estar ao mesmo tempo no convento dele), eu o vi, ele estava sorrindo e estava vindo para mim pela multidão, mas quando eu estava perto, ele desapareceu".
Em 1951, Padre Pio celebrou a Santa Missa em um convento de freiras na Tchecoslováquia. Depois que a Missa terminou, as freiras foram para a sacristia e ofereceram a Padre Pio um café, a fim de agradecer-lhe pela visita inesperada, mas elas não o acharam lá. Assim as freiras perceberam que Padre Pio tinha estado lá em bilocação.
Em 1956, Padre Pio ajudou o cardeal da Hungria que estava na prisão em Budapeste durante a Santa Missa. Alguém teve notícias daquele fato e pediu a Padre Pio diretamente: "Padre Pio, você serviu na missa ao Cardeal de Hungria, assim você falou com ele! Você esteve na prisão com ele e você o viu!" Padre Pio respondeu: "Claro que eu estive falando com ele, eu também o vi".
Mãe Speranza que fundou a ordem das Criadas do Amor Misericordioso disse ter visto Padre Pio durante um ano, diariamente em Roma. Padre Pio nunca tinha ido à Roma. Foi uma única vez para levar sua irmã que decidira entrar no convento, em 1917.
Um General Italiano do Exército, cujo nome era Cadorna, depois da derrota de Feltro de Caporetto, estava em tal condição de depressão que decidiu suicidar-se. Uma noite ele foi para o seu quarto e ordenou à empregada que não permitisse que ninguém entrasse. Ele pegou sua arma de uma gaveta e apontou-a para sua cabeça, mas de repente ouviu uma voz: "Oh General, por que você quer fazer tal coisa estúpida?". A voz e a presença do monge deixaram o general mudo. Ele desejou saber como era possível que um monge tivesse entrado no quarto dele. Ele pediu explicações à empregada, mas ela respondeu que não tinha visto ninguém entrando em seu quarto. Alguns anos depois, ele soube de uma notícia, em um jornal, de um monge que fazia milagres na área de Gargano. Ele foi secretamente lá, mas se surpreendeu quando Padre Pio lhe falou: "Oi General, você correu um grande risco naquela noite, não o faça novamente!".

## Reconhecimento ao longo da História
Os santos Papas reconheceram a santidade e importância do Padre Pio ao longo da história:
Papa Bento XV disse: "Padre Pio é um daqueles homens extraordinários que Deus envia de vez em quando à terra para converter os homens".
Papa Paulo VI: "Veja que fama ele alcançou! Que clientela mundial reuniu em torno de si! Mas por quê? Por que era um filósofo? Por que era um sábio? Por que dispunha de meios? Não, mas porque rezava a Missa humildemente, confessava de manhã à noite; era, difícil de dizer, representante estampado dos estigmas de Jesus. Era um homem de oração e de sofrimento." (20 de fevereiro de 1971).
Papa João Paulo II (Homilia na canonização do Padre Pio de Petrelcina)ː Domingo, 16 de junho de 2002: "Padre Pio foi um generoso dispensador da misericórdia divina, estando sempre disponível para todos através do acolhimento, da direção espiritual, e sobretudo da administração do sacramento da Penitência. O ministério do confessionário, que constitui uma das numerosas características que distinguem o seu apostolado, atraía numerosas multidões de fiéis ao Convento de San Giovanni Rotondo. Mesmo quando aquele singular confessor tratava os peregrinos com severidade aparente, eles, tomando consciência da gravidade do pecado e arrependendo-se sinceramente, voltavam quase sempre atrás para o abraço pacificador do perdão sacramental. Oxalá o seu exemplo anime os sacerdotes a realizar com alegria e assiduidade este ministério, muito importante também hoje, como desejei recordar na Carta aos Sacerdotes por ocasião da passada Quinta-Feira Santa".
16 de junho de 2002, durante o Angelus: "Que Maria pouse a sua mão materna sobre a tua cabeça". Este voto, dirigido a uma filha espiritual, o dirija hoje o Padre Pio a cada um de vós. À proteção materna da Virgem e de São Pio de Pietrelcina confiamos o caminho de santidade de toda a Igreja, no início do novo milênio."

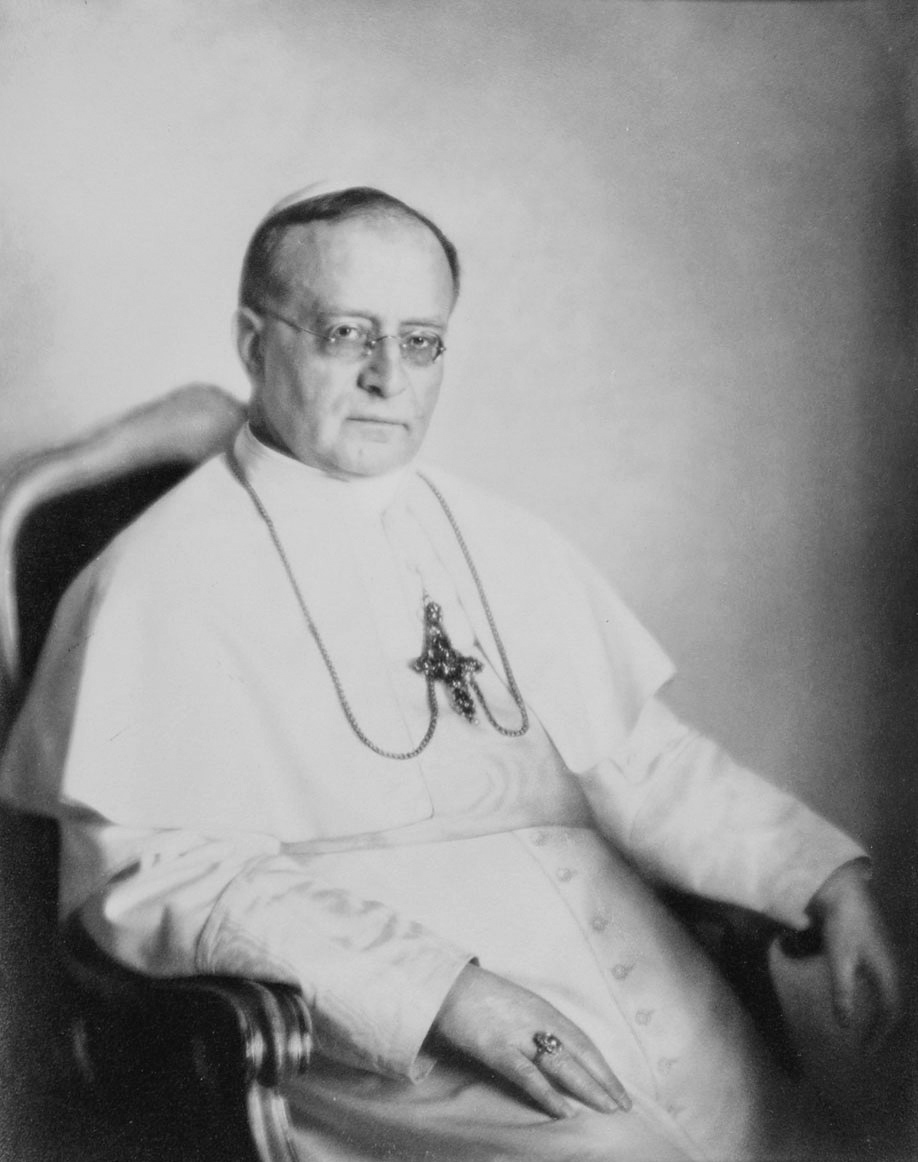
O Papa Pio XI foi quem iniciou o fim das restrições contra o Padre Pio de Pietrelcina em 1933.
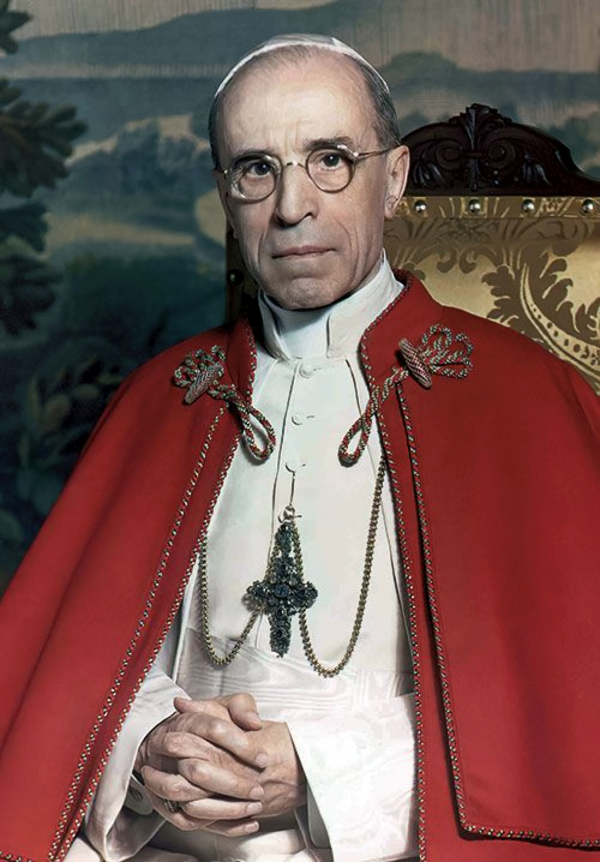
O Papa Pio XII encorajava todos os cristãos devotos a visitarem o Padre Pio de Pietrelcina.
O Papa Paulo VI, no final da década de 1960, firmemente desfez todas as acusações existentes contra o Padre Pio.
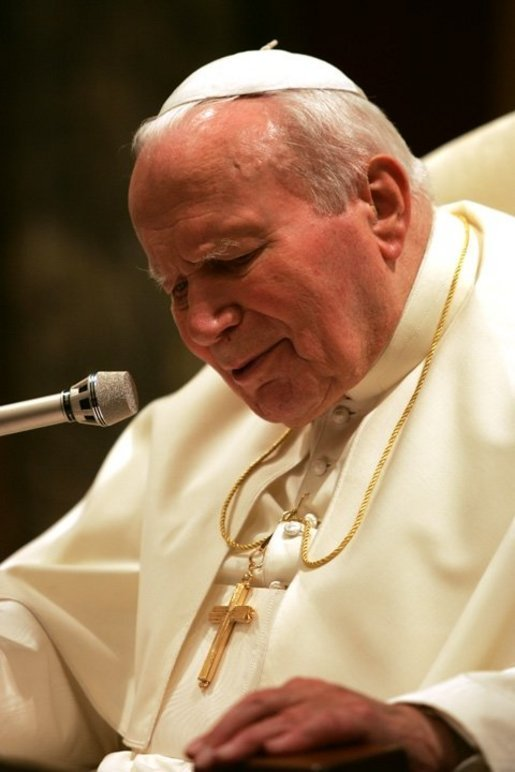
O Papa João Paulo II beatificou e canonizou em Roma o Padre Pio de Pietrelcina.

### Acusação de fraude
No livro Padre Pio - Milagres e Política na Itália do Século XX, o historiador Sérgio Luzzatto faz a acusação de que Padre Pio teria encomendado secretamente um grande número de garrafas de ácido carbólico, que ele pode ter usado para criar as feridas semelhantes às de Cristo em suas mãos.
O argumento contra estas acusações reside no facto de feridas provocadas por ácido não sangrarem, pois a substância corrosiva cauteriza-as, impedindo a hemorragia, enquanto que os estigmas de Padre Pio sangravam constantemente (principalmente quando este celebrava a Missa). Alguns dos médicos que examinaram as chagas do Padre Pio, tais como o Dr. Luigi Romaneli e o Dr. Giorgio Festa, ficaram maravilhados com a quantidade de sangue que delas brotava e que seria suficiente para matar um homem normal de anemia aguda (cf. Olivo Cesca, Padre Pio, o Santo do Terceiro Milênio, Editora Myriam).
Assim, acredita-se que, se realmente Padre Pio comprava os ácidos, apenas o fazia para limpar e conter o sangramento em seus estigmas.

### Tentativas de desmoralizá-lo
Doutores, especialistas, e até mesmo um bispo o acusaram de fraude. Eles diziam que ele utilizava ácido para criar as chagas. E afirmavam que o odor da santidade que emanava de seus estigmas era gerado por perfume.
Como resultado, entre os anos de 1922-1933, o Vaticano publicou cinco decretos alertando o público sobre o Padre Pio. A Santa Sé o restringiu de ouvir confissões e de celebrar a Missa em público. O diretor espiritual de Padre Pio, Padre Augustino de San Marco disse que o santo às vezes chorava durante este tempo. Ele não podia entender porque as autoridades da Igreja estavam punindo-o. Ainda assim, o humilde padre permaneceu obediente à Cruz. Não protestou nenhuma vez. Ao invés disso, ele ofereceu seu sofrimento em favor dos outros. E rezava.

## Exumação e exposição pública

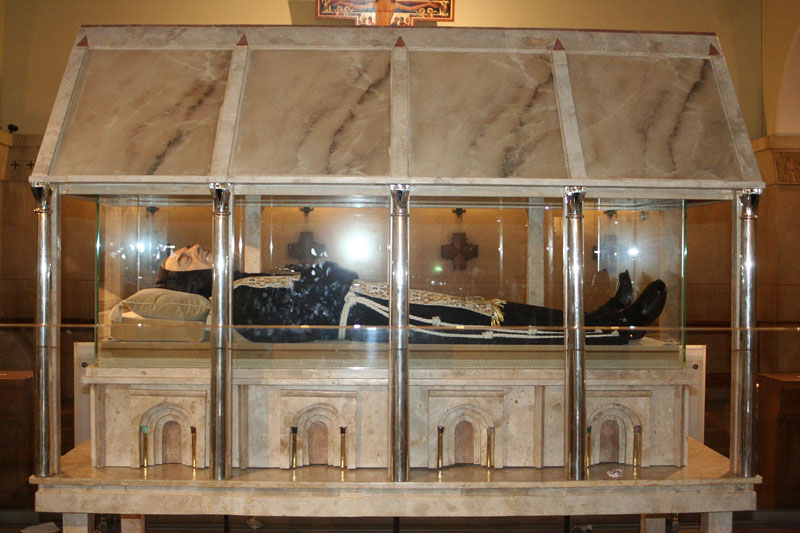
O corpo do Padre Pio de Pietrelcina exposto para veneração pública (desde 2008) no Santuário em San Giovanni Rotondo.

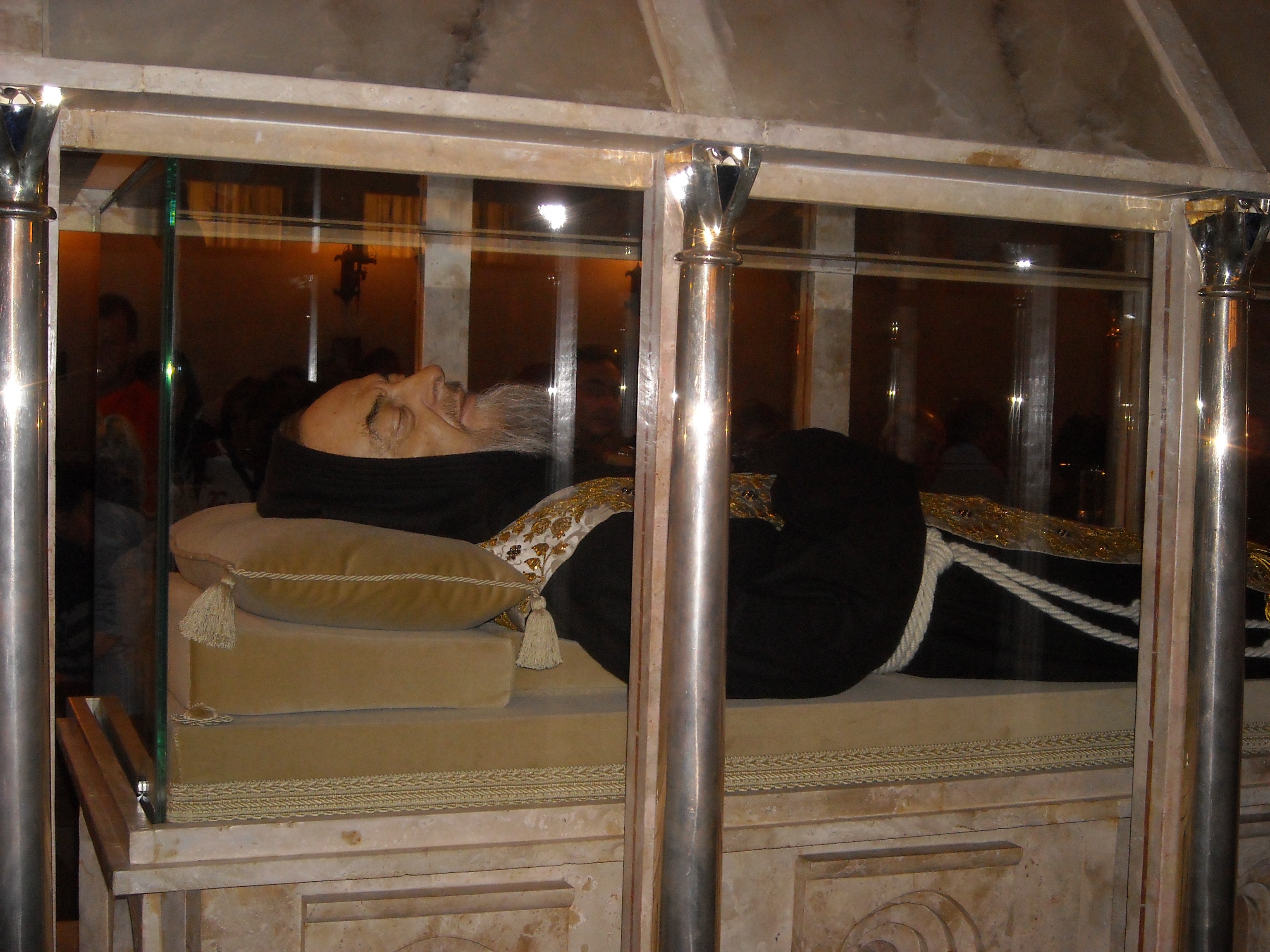
Detalhe do corpo do Padre Pio

O corpo do Padre Pio de Pietrelcina foi exumado a 20 de abril de 2008 e colocado em exposição pública na cripta da Igreja de Santa Maria das Graças, em San Giovanni Rotondo, como parte das comemorações em memória do 40º aniversário do seu falecimento.

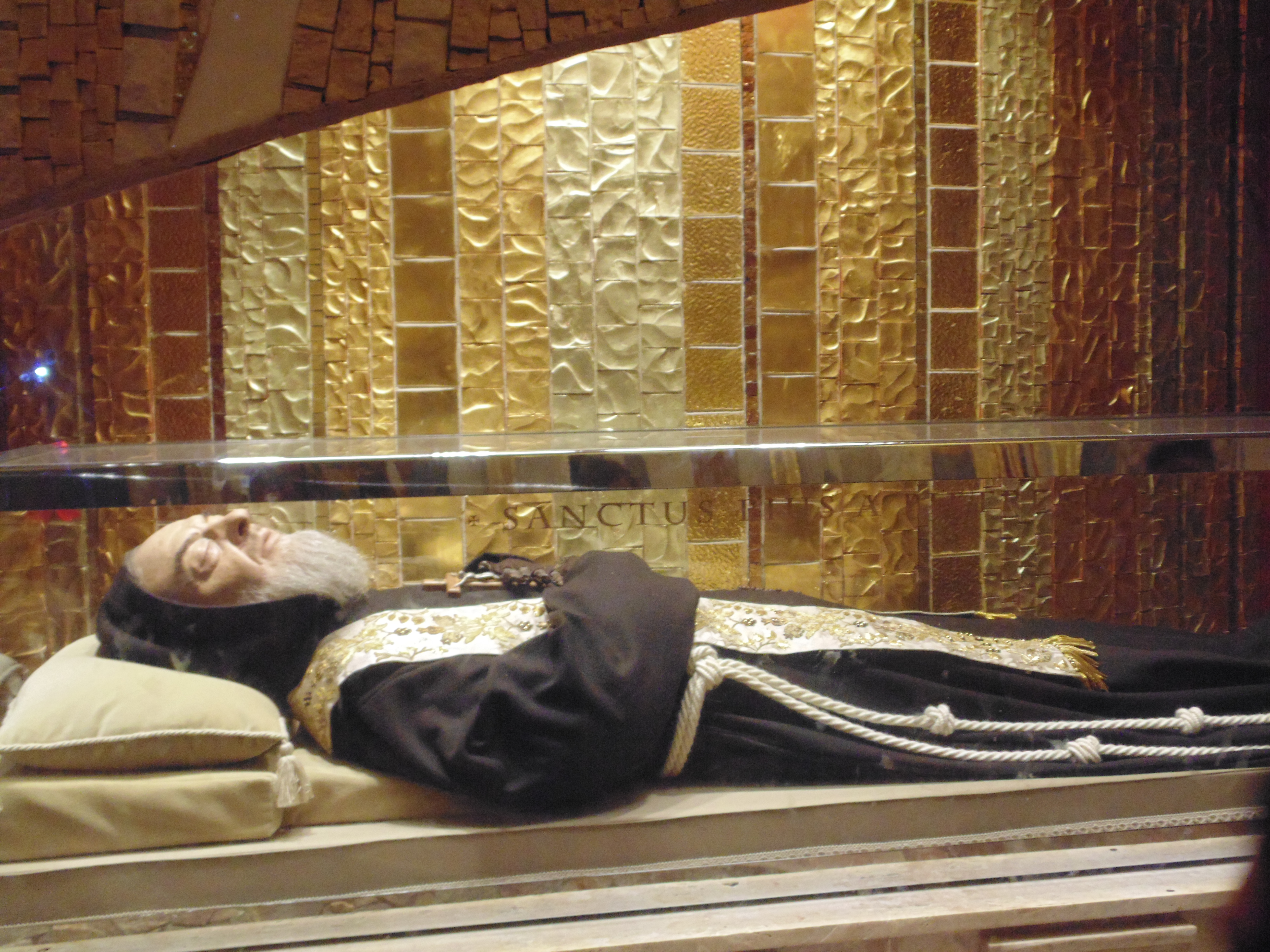
O corpo exumado do Padre Pio

## Cartas e declarações de Padre Pio

### Auto-oferecimento em nome dos pecadores
Não há dúvidas que o Padre Pio entendeu a cruz. Ele entendeu que seus sacrifícios pessoais, oferecidos em união com os de Cristo crucificado, poderiam ajudar a aliviar o sofrimentos dos outros. Cedo em sua vida, ele escreveu ao seu diretor espiritual Padre Benedetto de San Marco. “Por algum tempo, eu sinto a necessidade de oferecer a mim mesmo ao Senhor como vítima pelos pobres pecadores e pelas almas do purgatório. Este desejo cresce continuamente em meu coração, tanto que agora se torna o que eu poderia chamar uma forte paixão.” Padre Pio perguntava especificamente a Deus se ele podia sofrer pelos pecadores e pelas almas do purgatório. Deus respondeu a Padre Pio, permitindo-lhe suportar dores físicas e espirituais durante sua vida religiosa.

### Santo Padre Pio e Nossa Senhora
O amor e devoção do Padre Pio pela Bem-Aventurada Virgem Maria não são lendários. De fato, passou grande parte do seu ministério exaltando as Suas virtudes e exortando todos os Católicos para que recorressem com confiança à Sua piedosa intercessão. Um escritor bem conhecido sugeriu que "por detrás de todos os maravilhosos dons do Padre Pio, da sua extraordinária orientação das almas, do seu dom de bilocação e dos seus contatos com os anjos, estava Nossa Senhora, que o estimava como uma mãe estima a um filho, ao ponto de, numa altura em que ele, uma noite, foi agredido no seu quarto pelos demônios, Ela veio colocar uma almofada sob a sua cabeça para diminuir-lhe o sofrimento."

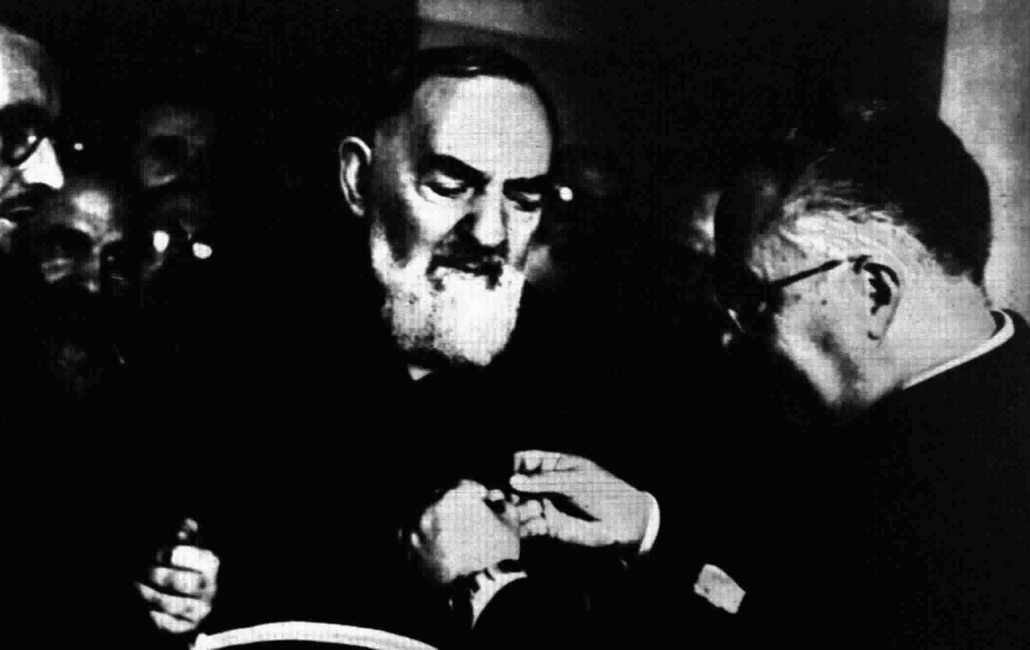
Fotografia do Padre Pio tirada em vida

O Padre Pio escreveu muitas vezes sobre o seu amor pela Mãe de Deus, lembrando-nos: "descansa o teu ouvido no Seu coração materno e escuta as Suas sugestões, e assim sentirás nascer em ti os melhores desejos de perfeição." Ele considerava Nossa Senhora como a grande força de harmonia e orientação implícita no Santo Sacramento da Penitência, e disse que "para compreender o Sacramento e fazê-lo dar mais frutos deves entregar-te às inspirações e à direção da Santíssima Virgem."
Como verdadeiro filho de Nossa Senhora, o Padre Pio era dedicado ao Rosário. Muitas fotografias mostram-no com a sua mão direita no bolso, onde guardava sempre o terço. Na verdade, incitava todos os Católicos a "amar a Senhora e a rezar o Rosário, porque o Rosário é a arma contra os males do mundo."
Quando lhe perguntavam qual era o papel de Nossa Senhora no plano divino da salvação, o Padre Pio respondia, dizendo que "todas as graças dadas por Deus passam pela sua Bem-Aventurada Mãe." Foi com este fundamento que celebrava a Missa da Imaculada Conceição quase todos os dias, na última década da sua vida terrena. Foi citado como tendo dito de Nossa Senhora que Ela "acompanha-me ao altar e fica ao meu lado enquanto celebro a Santa Missa."

### Padre Pio e Garabandal
Entre os defensores das aparições e mensagens de Garabandal contaram-se nomes importantes no seio da Igreja Católica como os de Madre Teresa de Calcutá e Padre Pio de Pietrelcina. Madre Teresa foi madrinha de batismo de um dos filhos de Conchita Gonzalez, a principal das videntes. No caso do santo estigmatizado italiano, é-lhe publicamente conhecida uma carta de encorajamento e apelo às meninas videntes de Garabandal datada de 3 de março de 1962 e escrita pelo seu próprio punho:
| “ | Queridas meninas: às nove horas desta manhã mandou-me a Virgem Santíssima dizer-vos isto: "Oh abençoadas meninas de São Sebastião de Garabandal, Eu prometo-vos que estarei convosco até ao fim dos tempos, e vós estareis comigo no fim do Mundo. E, depois, unidas a Mim, na glória do Paraíso". Envio-vos uma cópia do Santo Rosário de Fátima, que a Virgem me disse para vos mandar. Este Terço foi ditado pelo Santíssima Virgem e deve ser propagado para a salvação dos pecadores e preservação da Humanidade dos piores castigos com que o bom Deus ameaça. Só vos dou um conselho: rezai e fazei rezar, porque o mundo está no princípio da perdição. Não acreditam em vós, nem nos vossos colóquios com a Branca Senhora... acreditarão quando já for demasiado tarde. | ” |